# Фонтен ле Булан
Фонтен ле Булан (фр. Fontaine-lès-Boulans) насеље је и општина у североисточној Француској у региону Север-Па д Кале, у департману Па де Кале која припада префектури Арас.
По подацима из 2011. године у општини је живело 89 становника, а густина насељености је износила 15,84 становника/km². Општина се простире на површини од 5,62 km². Налази се на средњој надморској висини од 113 метара (максималној 181 m, а минималној 100 m).

## Демографија
| 1962. | 1968. | 1975. | 1982. | 1990. | 1999. | 2011. |
| ----- | ----- | ----- | ----- | ----- | ----- | ----- |
| 105   | 126   | 114   | 89    | 87    | 90    | 89    |

График промене броја становника у току последњих година